# Холм
Холм (различают дюна, сопка, конус и пр.) — форма рельефа в виде небольшой возвышенности, в плане округлой или овальной формы, с пологими склонами и слабо выраженным подножием. Относительная высота до 200 метров.
На холмах часто строились города, поэтому многие из них имеют свои названия (например, Капитолий, Целий).

## Описание
Происхождение холмов может быть разным: аккумулятивные моренные холмы древних оледенений, эрозионное — при расчленении возвышенности системой балок и речных долин.
Место скопления низких гор и холмов именуется холмогорьем. Как правило это не до конца разрушенные денудацией горы, либо участки зарождающихся гор.
В отличие от холмов, горы имеют высоты более 200 метров над их подножием.

## Примеры
Некоторые известные географические объекты, связанные с холмами:
- Дятловы горы
- Холмы Рима
- Семь холмов Москвы
- Шоколадные холмы[3]